# Parc de Sibelius (Kotka)
Pour les articles homonymes, voir Parc Sibelius.
Le Parc de Sibelius (en finnois : Sibeliuksenpuisto)  est un parc du quartier de Kotkansaari à Kotka en Finlande.

## Description

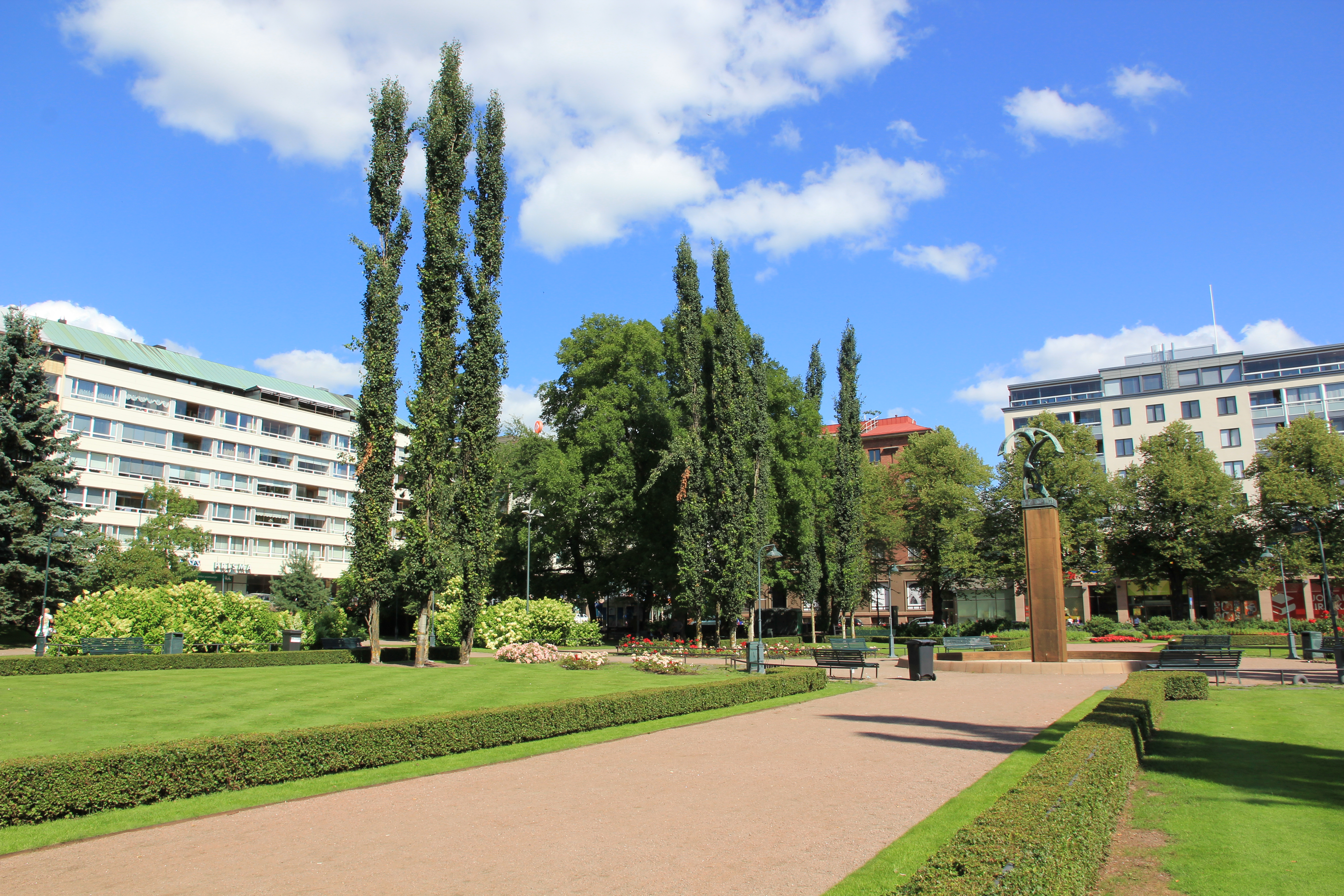
Vue du parc.

Le parc, situé au 12 rue Mariankatu, c'est un jardin à la française créé en 1930 par le paysagiste Paul Olsson.
Le parc est l'espace compris entre les rues Keskuskatu et Kirkkokatu. Il est à l'extrémité de l'esplanade des tilleuls (Lehmusesplanadi) et à proximité de la promenade des sculptures de Kotka.
Le 9 mai 1956, l'espace vert appelé Kisakentä est renommé Parc de Sibelius pour honorer le 90e anniversaire de Jean Sibelius,.
L'oeuvre Kotkat-veistos, sculptée en 1995 par Jussi Mäntynen, est érigée au milieu d'une fontaine au centre du parc.